# Bataille d'Amiens (1918)
Pour les articles homonymes, voir Bataille d'Amiens.
Première Guerre mondiale
Batailles
Front d'Europe de l’Ouest
- Liège (8-1914)
- Namur (8-1914)
- Frontières (8-1914)
- Anvers (9-1914)
- Grande Retraite (9-1914)
- Marne (9-1914)
- Course à la mer (9-1914)
- Yser (10-1914)
- Messines (10-1914)
- Ypres (10-1914)
- Givenchy (12-1914)
- 1re Champagne (12-1914)
- Hartmannswillerkopf (1-1915)
- Neuve-Chapelle (3-1915)
- 2e Ypres (4-1915)
- Colline 60 (4-1915)
- Artois (5-1915)
- Festubert (5-1915)
- Quennevières (6-1915)
- Linge (7-1915)
- 2e Artois (9-1915)
- 2e Champagne (9-1915)
- Loos (9-1915)
- Verdun (2-1916)
- Redoute Hohenzollern (3-1916)
- Hulluch (4-1916)
- 1re Somme (7-1916)
- Fromelles (7-1916)
- Arras (4-1917)
- Vimy (4-1917)
- Chemin des Dames (4-1917)
- 3e Champagne (4-1917)
- 2e Messines (6-1917)
- Passchendaele (7-1917)
- Cote 70 (8-1917)
- 2e Verdun (8-1917)
- Malmaison (10-1917)
- Cambrai (11-1917)
- Bombardements de Paris (1-1918)
- Offensive du Printemps (3-1918)
- Lys (4-1918)
- Aisne (5-1918)
- Bois Belleau (6-1918)
- 2e Marne (7-1918)
- 4e Champagne (7-1918)
- Château-Thierry (7-1918)
- Le Hamel (7-1918)
- Amiens (8-1918)
- Cent-Jours (8-1918)
- 2e Somme (9-1918)
- Bataille de la ligne Hindenburg
- Meuse-Argonne (10-1918)
- Cambrai (10-1918)

Front italien
Front d'Europe de l’Est
Front des Balkans
Front du Moyen-Orient
Front africain
Bataille de l'Atlantique
La bataille d'Amiens est une bataille de la Première Guerre mondiale qui se déroula, en France, sur le front occidental, du 8 au 11 août 1918, pendant la 3e bataille de Picardie. Après les victoires allemandes du printemps 1918, elle fut le prolongement de la seconde bataille de la Marne qui marqua, en juillet, le renversement décisif du cours de la guerre sur le front ouest. Les troupes alliées pour la première fois depuis 1914 commencèrent à prendre l'ascendant sur les troupes allemandes. Ce fut la première des batailles victorieuses qui se succédèrent rapidement dans ce qui fut plus tard nommé « l'offensive des Cent-Jours », jusqu'à l'armistice du 11 novembre 1918.

## Contexte historique
La signature du traité de Brest-Litovsk avec la Russie permit aux Allemands de transférer des centaines de milliers d'hommes vers le front occidental. Les généraux allemands Hindenburg et Ludendorff prévoyaient de lancer plusieurs offensives concrétisant cet avantage pour le transformer en victoire avant l'arrivée en ligne des troupes américaines.
Le 21 mars 1918, l'Empire allemand lança l'opération Michael, la première d'une série d'attaques par lesquelles il espérait percer les lignes alliées en plusieurs endroits du front occidental.
L'opération Michael avait pour but de couper le front en deux en perçant l'aile droite du Corps expéditionnaire britannique pour repousser ces derniers vers les ports du Pas-de-Calais et les troupes françaises vers Paris. Après des succès initiaux, l'offensive s'enlisa devant Arras.
Un dernier effort fut tenté contre la ville d'Amiens, nœud ferroviaire vital pour les Alliés, mais l'avance allemande fut arrêtée à Villers-Bretonneux, le 4 avril, par les Australiens, appuyés par toutes les unités disponibles. Par la suite, la bataille du Hamel du 4 juillet 1918 montra la supériorité des Alliés.
À l'issue de la Bataille de Champagne, les Allemands perdirent leur supériorité en effectifs et leurs troupes étaient épuisées. Foch, qui commandait en chef les troupes alliées, ordonna une contre-offensive qui aboutit à la Seconde bataille de la Marne. Les Allemands, se rendant compte que leur position était intenable, se retirèrent de la Marne vers le nord. Foch décida alors de faire passer les Alliés à l'offensive.

## Champ de bataille
Le champ de bataille s'étendait de la ville d'Albert à la ville de Montdidier de part et d'autre de la Somme.
Les troupes anglaises se trouvaient entre la ville d'Albert et le canal de la Somme reliant Amiens à Péronne. La IVe armée britannique du général Rawlinson était répartie sur 25 km de front, elle était formée de 7 divisions et de 4 divisions de réserve. La IIe armée du général Marwitz était déployée entre la ville d'Albert et le canal de la Somme, elle était formée de 10 divisions et de 4 divisions de réserve.
Au sud du canal était placée la XVIIIe armée allemande du général Hutier formée de 12 divisions et de 4 divisions de réserve.
Entre le canal et la ligne de chemin de fer Amiens-Laon se trouvaient les Australiens du général Monash et les Canadiens.
Au sud de la ligne de chemin de fer se trouvait la Ire armée française du général Debeney, elle était formée de 8 divisions et de 4 divisions de réserve.

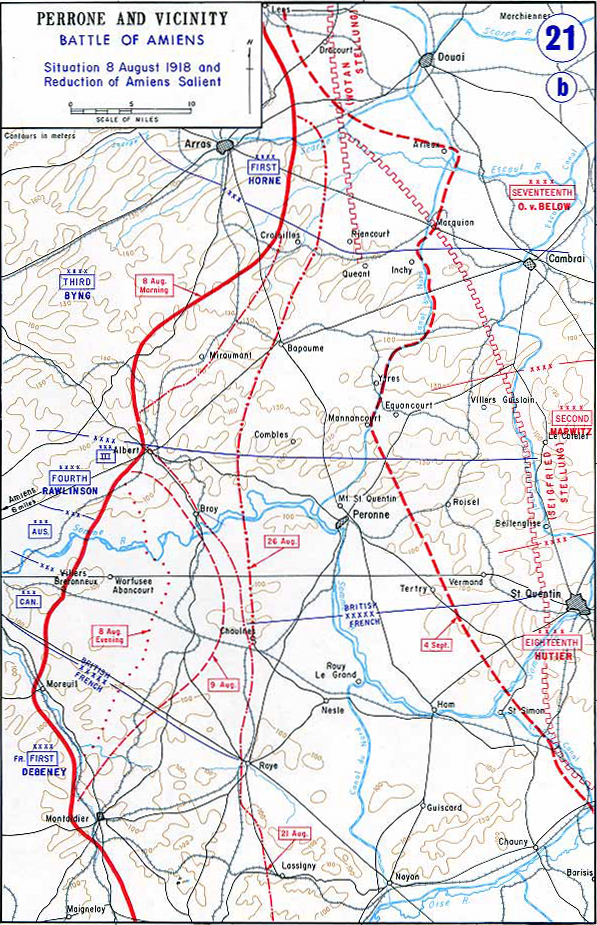
Limite extrême de l'avance allemande le 8 août 1918.

## Déroulement de la bataille

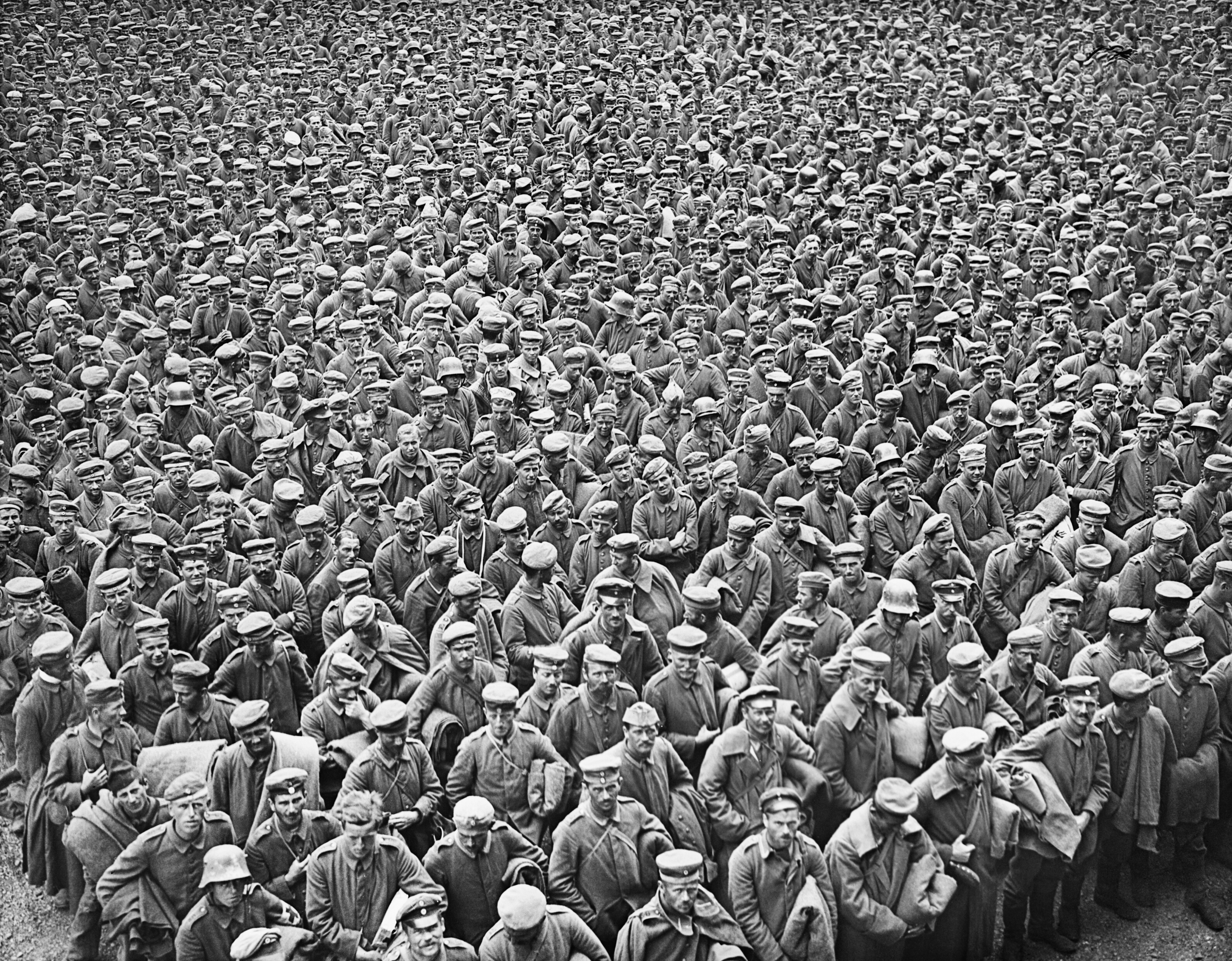
Photographie de prisonniers de guerre allemands capturés durant la bataille d’Amiens.

### Une offensive franco-britannique
Le corps expéditionnaire britannique du maréchal Douglas Haig dirigeait l'offensive appelée bataille d'Amiens. L'attaque était destinée à libérer une large partie de la ligne de chemin de fer entre Paris et Amiens, occupée par les Allemands depuis l'opération Michael, menée au mois de mars.
L'offensive fut déclenchée à 4 h 20 du matin et put avancer méthodiquement sur un front de 25 km. L'attaque précédée par un bref tir de barrage et plus de 400 tanks, survolés par de nombreux avions, ouvrait l'avancée des 11 divisions britanniques engagées dans la première phase de l'assaut. Du côté français, les moyens mis en œuvre étaient plus faibles, la 1re armée française déclencha une préparation d'artillerie de 45 minutes avant le début de l'attaque.

### Affaiblissement de la combativité allemande
Le comportement de l'armée allemande donnait des signes de faiblesse, certaines unités en première ligne fuirent les combats sans opposer beaucoup de résistance, d'autres, quelque 15 000 soldats, se rendirent rapidement et 2 000 pièces d'artillerie furent capturées. Le lendemain, de nombreux autres soldats allemands furent faits prisonniers. Quand la nouvelle parvint au général Ludendorff, chef d'état major général adjoint, il qualifia le 8 août de « jour de deuil de l'armée allemande ».

### Bataille de Montdidier
Le 9 août, au nord de Montdidier, les Alliés progressèrent jusqu'à l'Avre, entre Braches et Morisel. Un coup de main allemand au sud-est de Montdidier échoua, les Français firent de nombreux prisonniers.
La bataille évolua, le lendemain, vers le sud du saillant tenu par les Allemands. La Ire armée française, commandée par le général Debeney, avec à sa droite la 3e armée, commandée par le général Humbert, en direction de Lassigny, se dirigea sur Montdidier, perdue le 27 mars lors de l'offensive allemande.
Le 10 août, la Ire armée progressa au sud de Framicourt, au sud-est de Mesnil-Saint-Georges et força les Allemands à abandonner la ville de Montdidier ce qui permit la réouverture de la ligne de chemin de fer Amiens-Paris. Cependant, Montdidier subit des bombardements jusqu'à la retraite allemande du 17 août 1918.

## Bilan

### Gains territoriaux
L'attaque franco-britannique fut un succès, la nouvelle ligne de front passait par les villages de Chipilly, Harbonnières et Beaucourt-en-Santerre soit 12 km plus à l'est.
Au soir du 8 août, les Canadiens avaient avancé de treize kilomètres, ils s’illustrèrent notamment lors de la prise du village du Quesnel ; 
les Australiens avancèrent de onze kilomètres ; 
les Français avaient progressé de 8 km vers l'est et atteignaient les villages de Villers-aux-Érables et La Neuville-Sire-Bernard ; 
les Britanniques qui rencontrèrent une forte résistance de la part de l'ennemi purent cependant reprendre le village de Chipilly mais ne progressèrent que de trois kilomètres.

### Bilan humain
Cependant, les résultats de la bataille d'Amiens du 8 août étaient les plus importants depuis le début de la guerre pour les Alliés :
- la défaite allemande était nette. Les pertes allemandes s'élevaient à 40 000 hommes mis hors de combat et 33 000 prisonniers ;
- les pertes françaises et britanniques totalisaient 46 000 soldats.

Ludendorff qualifia la date du 8 août de « jour de deuil de l’armée allemande » parce qu’il comprit alors que la guerre ne pouvait plus être gagnée par l'Allemagne. 
Cependant à partir du 12 août, la résistance allemande se fit de plus en plus forte, la première phase de l'offensive arrivait à son terme.

## Opération du mois de septembre
La bataille d'Amiens terminée, les Alliés déclenchèrent la seconde bataille de la Somme.

### 30 août-2 septembre
Le repli des troupes allemandes du saillant à l'est d'Amiens était menacé par les attaques répétées des forces franco-britanniques. Les troupes australiennes et néo-zélandaises qui parvenaient à traverser la Somme prirent Péronne et Saint-Quentin. Plus tard, la prise de Quéant obligea les Allemands à abandonner la ligne Hindenburg, d'où ils avaient lancé leur offensive du printemps début mars.

### 3-10 septembre
Poursuivis de près par les forces franco-britanniques, les Allemands achevèrent leur repli d'Amiens et occupèrent à nouveau la ligne Hindenburg. Les Britanniques ne purent plus poursuivre leur attaque en raison d'un manque de réserves. La bataille d'Amiens prit donc fin.
Les Britanniques et les Français subirent quelque 42 000 pertes, mais les Allemands perdirent plus de 100 000 soldats, dont 30 000 prisonniers. Le général Erich Ludendorff, chef d'état major général adjoint allemand, acquit la conviction que l'Allemagne ne pouvait plus gagner la guerre.

## Centenaire de la bataille d'Amiens
La célébration du centenaire de la bataille d'Amiens s'est déroulée le 8 août 2018, jour anniversaire de son déclenchement, en la cathédrale Notre-Dame d'Amiens, avec la présence de :
- côté français :
  - Olivier Leborgne, évêque d'Amiens,
  - Florence Parly, ministre des Armées,
  - Geneviève Darrieussecq, secrétaire d’État chargé des Anciens combattants,
  - Brigitte Fouré, maire d'Amiens ;
- côté britannique :
  - le prince William, duc de Cambridge,
  - Theresa May, Premier ministre du Royaume-Uni ;
- venant d’autres délégations :
  - Joachim Gauck, ancien président fédéral d'Allemagne (de 2012 à 2017),
  - des représentants canadiens, américains, australiens, irlandais et nord-irlandais.